# Ina Gudele
Ina Gudele (ur. 12 czerwca 1964) – łotewska inżynier, urzędniczka państwowa i wykładowczyni akademicka, w latach 2006–2008 minister.

## Życiorys
W 1988 ukończyła inżynierię wodno-kanalizacyjną w Ryskim Instytucie Politechnicznym. Pracowała jako projektant w biurze architektonicznym. Od 1991 była zawodowo związana z przedsiębiorstwem telekomunikacyjnym Lattelekom, m.in. jako menedżer serwisu usług internetowych pod marką „Apollo” (1997–2000). W latach 2000–2003 pełniła funkcje dyrektora przedsiębiorstwa IG komunikācijas oraz dyrektora wykonawczego stowarzyszenia Latvijas Interneta asociācijas (LIA). W 2003 stanęła na czele działającego w ramach administracji państwowej biura do spraw społeczeństwa informacyjnego, a w 2005 objęła kierownictwo sekretariatu ministra do spraw e-administracji.
Od kwietnia 2006 do maja 2008 z rekomendacji Łotewskiego Związku Rolników sprawowała urząd ministra bez teki do spraw e-administracji w dwóch rządach Aigarsa Kalvītisa oraz w gabinecie Ivarsa Godmanisa.
Zajęła się później działalnością konsultingową, świadcząc usługi doradcze z zakresu marketingu, badań rynkowych i rozwoju biznesowego. Została też wykładowczynią w prywatnej szkole biznesowej RISEBA w Rydze. W 2018 ponownie objęła stanowisko dyrektora wykonawczego w LIA.